# Auslösewort
Der Begriff Auslösewörter (engl. trigger words) stammt aus der Sprachkontaktforschung der Linguistik.
In einer mehrsprachigen Kommunikationssituation finden oft absichtlich oder unbeabsichtigt Wechsel von der einen in die andere Sprache statt. Der nicht-intendierte Wechsel von einer Sprache in eine andere kann durch bestimmte Auslösewörter (trigger words) hervorgerufen werden.
Auslösewörter erleichtern den Übergang von einer Sprache in die andere, weil sie in beiden Sprachsystemen vorhanden sind. Denn überall da, wo sich die Systeme überlappen und die Elemente eine Schnittstelle bilden, wird der Übergang (transversion) von einer Sprache zur anderen erleichtert. Die Auslösewörter können, aber müssen kein Code-Switching auslösen. Sie erleichtern lediglich den Übergang von einer Sprache in die andere.
Es existieren verschiedene Typen von Auslösewörtern:
- Eigennamen: Im Zusammenhang mit Eigennamen geschieht es oft, dass ein Übergang in die andere Sprache stattfindet oder dass bei der Aufzählung von mehreren Eigennamen das Übersetzungsäquivalent der Konjunktionen „und“ bzw. „oder“ in der anderen Sprache realisiert wird.
- Lexikalische Übernahmen: Lexikalische Einheiten, die entweder schon lexikalisierte Entlehnungen darstellen oder aber auch individuelle Entlehnungen oder Ad-hoc-Übernahmen sein können, können als trigger-words fungieren. Bsp.: second-hand.
- Bilinguale Homophone: Darunter sind in beiden Sprachen gleichlautende Wörter zu verstehen. Diese Formen kommen in genetisch eng verwandten Sprachen häufiger vor. Bsp.: engl. man/dt. Mann[1]